# Episodi di Holby City (undicesima stagione)
L'undicesima stagione della serie televisiva Holby City è stata trasmessa in anteprima nel Regno Unito da BBC One tra il 21 ottobre 2008 e il 13 ottobre 2009.
| nº | Titolo originale           | Titolo italiano | Prima TV UK       | Prima TV Italia |
| -- | -------------------------- | --------------- | ----------------- | --------------- |
| 1  | Lazarus                    |                 | 21 ottobre 2008   |                 |
| 2  | Or I'll Never Fall in Love |                 | 28 ottobre 2008   |                 |
| 3  | Labour of Love             |                 | 4 novembre 2008   |                 |
| 4  | We Said Some Things        |                 | 11 novembre 2008  |                 |
| 5  | Cutting the Cord           |                 | 18 novembre 2008  |                 |
| 6  | The Weaker Sex             |                 | 25 novembre 2008  |                 |
| 7  | About Last Night           |                 | 2 dicembre 2008   |                 |
| 8  | Sweet Bitter Love          |                 | 9 dicembre 2008   |                 |
| 9  | This Be the Verse          |                 | 16 dicembre 2008  |                 |
| 10 | Maria's Christmas Carol    |                 | 23 dicembre 2008  |                 |
| 11 | Not in the Stars           |                 | 30 dicembre 2008  |                 |
| 12 | No Word of Farewell        |                 | 6 gennaio 2009    |                 |
| 13 | A Clean Slate              |                 | 13 gennaio 2009   |                 |
| 14 | Just                       |                 | 20 gennaio 2009   |                 |
| 15 | Breaking News              |                 | 27 gennaio 2009   |                 |
| 16 | Tough Love                 |                 | 3 febbraio 2009   |                 |
| 17 | Trust                      |                 | 10 febbraio 2009  |                 |
| 18 | Truth and Mercy            |                 | 17 febbraio 2009  |                 |
| 19 | Take Her Breath Away       |                 | 24 febbraio 2009  |                 |
| 20 | Exposures                  |                 | 3 marzo 2009      |                 |
| 21 | Feet of Clay               |                 | 10 marzo 2009     |                 |
| 22 | Coming Back to Bite You    |                 | 17 marzo 2009     |                 |
| 23 | Breathe Deeply             |                 | 24 marzo 2009     |                 |
| 24 | Locked Away                |                 | 31 marzo 2009     |                 |
| 25 | Careful What You Wish For  |                 | 7 aprile 2009     |                 |
| 26 | Too Much to Ask            |                 | 14 aprile 2009    |                 |
| 27 | No Legacy So Rich          |                 | 21 aprile 2009    |                 |
| 28 | Running on Empty           |                 | 28 aprile 2009    |                 |
| 29 | Smoke and Mirrors          |                 | 5 maggio 2009     |                 |
| 30 | Mirror, Mirror             |                 | 12 maggio 2009    |                 |
| 31 | Seeing Other People        |                 | 19 maggio 2009    |                 |
| 32 | Just a Perfect Day         |                 | 26 maggio 2009    |                 |
| 33 | What Will Survive of Us    |                 | 2 giugno 2009     |                 |
| 34 | Proceed with Caution       |                 | 9 giugno 2009     |                 |
| 35 | The Honeymoon's Over       |                 | 16 giugno 2009    |                 |
| 36 | Attachments                |                 | 23 giugno 2009    |                 |
| 37 | Smoke Without Fire         |                 | 30 giugno 2009    |                 |
| 38 | Your Cheating Heart        |                 | 7 luglio 2009     |                 |
| 39 | Body Language              |                 | 14 luglio 2009    |                 |
| 40 | A Glass Half Full          |                 | 21 luglio 2009    |                 |
| 41 | Future Perfect             |                 | 28 luglio 2009    |                 |
| 42 | My Girl                    |                 | 4 agosto 2009     |                 |
| 43 | These Arms of Mine         |                 | 11 agosto 2009    |                 |
| 44 | The Blind Side             |                 | 18 agosto 2009    |                 |
| 45 | Reformation                |                 | 25 agosto 2009    |                 |
| 46 | Faithful                   |                 | 1º settembre 2009 |                 |
| 47 | Long Day's Night           |                 | 8 settembre 2009  |                 |
| 48 | Out of the Woods           |                 | 15 settembre 2009 |                 |
| 49 | Spin                       |                 | 22 settembre 2009 |                 |
| 50 | The Cost of Loving         |                 | 29 settembre 2009 |                 |
| 51 | The Uncertainty Principle  |                 | 6 ottobre 2009    |                 |
| 52 | The Spirit Dancing         |                 | 13 ottobre 2009   |                 |